# Allygus maculatus
Allygus maculatus är en insektsart som beskrevs av Ribaut 1952. Allygus maculatus ingår i släktet Allygus och familjen dvärgstritar. Enligt den svenska rödlistan är arten otillräckligt studerad i Sverige. Arten förekommer i Götaland. Artens livsmiljö är skogslandskap, jordbrukslandskap. Inga underarter finns listade i Catalogue of Life.